# 카를 차이스
카를 차이스(Carl Zeiss, 1816년 9월 11일 ~ 1888년 12월 3일)는 독일의 광학자로, 1846년 자신의 이름을 딴 "칼 자이스 예나"(Carl Zeiss Jena, 칼 자이스) 사를 설립했다.

## 같이 보기
- 천체투영관